# Jilin (Cina)
Jilin (吉林市S, Jílín ShìP) è un'importante città-prefettura della Manciuria meridionale (Cina) sulle rive del fiume Songhua. È la seconda città più grande ed ex capitale della provincia di Jilin nel nord-est della Cina. In base al censimento del 2020, 3 623 713 persone risiedevano nella sua area amministrativa di 27166,37 km² e 1 895 865 nella sua area metropolitana costituita da quattro distretti urbani. È l'unica grande città a livello nazionale che condivide il suo nome con la sua provincia.

## Storia
Jilin è una delle città più antiche della Cina nord-orientale. Gli antenati del popolo Manciù vivevano lì prima della dinastia Qin. Durante il regno dell'Imperatore Yongle durante la dinastia Ming, furono fatti sforzi per espandere il controllo Ming in tutta la Manciuria. Potenti flotte fluviali furono costruite e salparono più volte dalla città di Jilin, facendo sì che i capi principali delle tribù locali giurassero fedeltà ai sovrani Ming. Poco dopo l'istituzione della dinastia Qing guidata dai Manciù, l'attuale Territorio del Litorale fu posto sotto l'amministrazione di Jilin.
Mentre l'Impero russo avanzava verso est fino alla costa del Pacifico, il governo Qing ordinò di fondare qui un cantiere navale nel 1661. Jilin fu ufficialmente fondata come città fortificata nel 1673 quando ad Anzhuhu (安 珠 瑚), il vice tenente generale (副都统), fu ordinato di costruire un castello a Jilin. Nel 1676, il governatore militare di Ning'an (in mancese: Ningguta) fu trasferito nella città di Jilin a causa della sua posizione più conveniente e della crescente importanza militare, mentre l'ex vice tenente generale fu trasferito nella direzione opposta a Ningguta. Da allora Jilin si è sviluppata rapidamente. Il soprannome di Jilin è Città fiume (江城S, JiangchengP), che deriva dalla frase «连 樯 接 舰 屯 江城» (Lian Qiang prende la nave e si stabilisce a Jiangcheng) di una poesia scritta dall'imperatore Kangxi durante la sua visita a Jilin nel 1682.
Jilin ha mantenuto la sua importanza nel XVIII e XIX secolo come una delle poche città esistenti oltre il sistema difensivo denominato Palizzata di salice (柳條邊S, Liǔtiáo BiānP), insieme a Qiqihar, Ningguta e Mukden (Shenyang). Dopo che il Manciukuò stabilì la propria capitale a Hsinking (l'attuale Changchun) nel 1932, l'importanza di Jilin diminuì. Nel 1940 la popolazione di Jilin era di 173 624 abitanti, mentre la popolazione di Hsinking raggiungeva i 544 202. I militari sovietici conquistarono Jilin durante l'operazione Tempesta d'agosto. Jilin divenne la capitale della provincia di Jilin dopo l'istituzione della Repubblica popolare cinese nel 1949, sostituita da Changchun nel 1956.

### Incidente al petrolchimico di Jilin del 2005
Il 13 novembre 2005 una serie di esplosioni avvenute nell'impianto petrolchimico n. 101 di Jilin hanno provocato la morte di sei persone, almeno 70 feriti e l'evacuazione di oltre diecimila residenti.
L'esplosione ha gravemente inquinato il fiume Songhua, con il rilascio di circa 100 tonnellate di sostanze inquinanti contenenti benzene e nitrobenzene.
Il livello di benzene registrato era 108 volte superiore ai livelli di sicurezza consentiti, causando la sospensione della fornitura d'acqua per quasi una settimana nelle principali città a valle, tra cui Harbin, Songyuan e la russa Chabarovsk.
Le autorità cinesi si scusarono con il governo russo per la gestione dell'incidente mentre gli inquinanti infine confluivano nel fiume Amur (Heilong, per i cinesi), il principale fiume di confine tra Cina e Russia.

### Inondazioni a Jilin nel 2010
Jilin è stata una delle regioni cinesi più colpite dalle frane e dalle inondazioni causate dalle forti piogge dell'estate 2010.
Il 28 luglio 2010 migliaia di bidoni che contenevano sostanze chimiche tossiche tra cui trimetilclorosilano ed esametildisilossano, circa 170 kg per ogni bidone, sono stati trascinati nel fiume Songhua dalle inondazioni che hanno interessato due impianti chimici di Jilin.
È anche stato riferito che alcuni bidoni sono esplosi al contatto con l'acqua.
Nel tardo pomeriggio del 1º agosto erano stati recuperati dal fiume 6.387 bidoni.
I tecnici hanno affermato che i test dimostrano che l'acqua nel fiume rimaneva sicura da bere.
Tre soldati dell'Esercito popolare di liberazione sono annegati dopo aver lavorato per rimuovere i bidoni e nel controllo dell'inondazione.
Il 28 luglio la diga di Dahe, nella municipalità di Changshan, ha ceduto provocando la fuoriuscita di 4 milioni di m³ d'acqua, distruggendo cinque villaggi a valle e provocando 40 tra morti e dispersi.
Le inondazioni che hanno devastato la prefettura di Jilin hanno provocato 100 morti o dispersi, 37.000 case distrutte e 125.000 danneggiate, oltre 592.000 residenti evacuati.

## Geografia
La città di Jilin è situata in una zona collinare attraversata dal fiume Songhua. Ci sono quattro famose montagne che circondano la città di Jilin: Beishan a ovest, Longtan Shan a est, Zhuque Shan a nord e Xuantian a sud, oltre al fiume Songhua, che forma un bagua simboleggiando un taijitu. Beishan, è la montagna più famosa della città di Jilin e ospita numerosi templi buddisti e sarebbe stata visitata dall'imperatore Qianlong.

## Amministrazione

### Suddivisioni amministrative
- Distretto di Chuanying
- Distretto di Changyi
- Distretto di Longtan
- Distretto di Fengman
- Shulan
- Huadian
- Jiaohe
- Panshi
- Contea di Yongji

### Gemellaggi
- Volgograd, dal 1994[18]